# لیزوفسفاتیدیک اسید
لیزوفسفاتیدیک اسید (به انگلیسی: Lysophosphatidic acid) با فرمول شیمیایی C۲۱H۴۱O۷P یک ترکیب شیمیایی با شناسه پاب‌کم ۵۴۹۷۱۵۲ است. که جرم مولی آن ۴۳۶٫۵۲ g/mol می‌باشد. 